# 马兹莱
马兹莱（法語：Mazeley，法語發音：[mazlɛ] ⓘ）是法国大東部大區孚日省的一个市镇，属于埃皮纳勒区。

## 地理
马兹莱（48°14'31"N, 6°20'19"E）面积10.39 平方千米，位于法国大東部大區孚日省，该省份为法国东北部内陆省份，北起默兹省和默尔特-摩泽尔省，西接上马恩省，南至上索恩省和贝尔福地区省，东临上莱茵省和下莱茵省。
与马兹莱接壤的市镇（或旧市镇、城区）包括：博克涅、布克西埃奥布瓦、阿维耶尔河畔多梅夫尔、弗里宗、日涅、塔翁莱孚日。
马兹莱的时区为UTC+01:00、UTC+02:00（夏令时）。

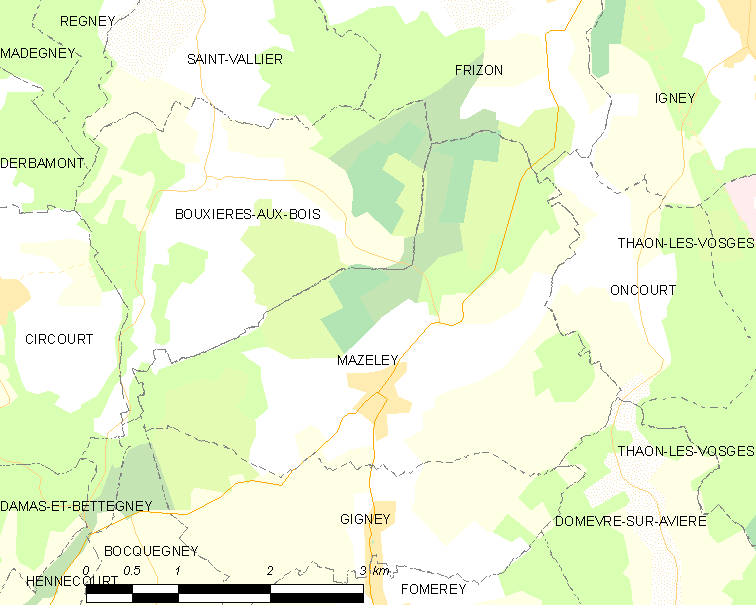
马兹莱的OSM定位图

## 行政
马兹莱的邮政编码为88150，INSEE市镇编码为88294。

## 政治
马兹莱所属的省级选区为戈尔贝县。

## 人口

1962-2008年间马兹莱人口变化图示

马兹莱于2022年1月1日时的人口数量为267人。